# Криминальный роман (фильм, 1997)
«Криминальный роман» (англ. Love Walked In, исп. Ni el tiro del final) — американский неонуарный драматический фильм, вышедший в 1997 году. Режиссёр — Хуан Хосе Кампанелья, сценаристы — Кампанелья, Линн Геллер и Ларри Голин. В главных ролях снялись Денис Лири, Теренс Стэмп и Айтана Санчес-Хихон.
Сценарий фильма, чьё англоязычное название возводит к песне авторства Джорджа Гершвина Love Walked In, основан на одноимённом романе 1988 года аргентинского писателя Хосе Пабло Фэйнманна, поклонника творчества композитора.

## Сюжет
Пианист Джек Хануэй и его жена, певица Вики Ривас, безуспешно пытаются заработать на жизнь, выступая в ночном клубе «Синий кот». По совместительству, Джек является писателем, который также безуспешно пытается написать криминальный роман, действие которого происходило бы в 1930-х годах.
Владелец клуба «Синий кот», Фред Мур, оказывается, влюблён в Вики. Миссис Мур, богатая жена Фреда, будучи ревнивой, подозревает того в измене и, чтобы доказать измену, нанимает частного детектива Эдди Бьянко, чтобы тот проследил за её мужем. Не обнаружив никаких доказательств измены, детектив просит своего старого друга Джека помочь подстроить измену: устроить всё так, чтобы Вики соблазнила Фреда Мура перед скрытой камерой. Вместе Джек, Эдди и Вики планируют шантажировать владельца клуба.

## В главных ролях
- Денис Лири — Джек Хануэй
- Теренс Стэмп — Фред Мур
- Айтана Санчес-Хихон — Вики Ривас
- Майкл Бадалукко — Эдди Бьянко
- Дж. К. Симмонс — мистер Шульман
- Мардж Дюссей — миссис Мур
- Дэнни Нуччи — Мэтт
- Джин Кэнфилд — Джоуи
- Рокко Систо[англ.] — Ильм Замский[1]
- Джастин Лазард[англ.] — Вера
- Мойра Келли — Мэтт

## Критика и отзывы
Американский кинокритик Роджер Эберт оценил фильм в 2 звезды из 4, отметив, что в нём имеются все классические составляющие для жанра нуар: «меланхоличность, сексуальность, сигареты и обилие теней», однако, по мнению критика, во время просмотра фильма не верится в совершаемые персонажами злодеяния, что негативно сказывается на восприятии; в то же время критик похвалил актёрский состав.
По мнению кинокритика Денниса Шварца фильм заслуживает оценку D. Шварц подметил, что весь фильм «не передаёт реальности и занимается притворством», так как сценаристы не справляются с созданием мрачной атмосферы нуара и персонажей-аутсайдеров, с «авторитетом» которых у зрителей должно возникать желание себя отождествлять.
Кинокорреспондент Рут Штайн из SFGATE оценила фильм в целом положительно, указав на то, что, хотя и написание оригинального, не повторяющегося сюжета для нуар стало почти невозможным, фильм начинается «мягко и предсказуемо», но к концу становится всё лучше и лучше. Критик Стивен Холден из The New York Times писал: «Ничто в „Криминальном романе“ не имеет ни психологического, ни даже экономического смысла. В одном нелепом повороте сюжета за другим фильм делает неловкие кульбиты, чтобы попытаться нагнетать напряжение и разжечь огонь на пустом месте».